# Kiran Kedlaya
Kiran Sridhara Kedlaya (julho de 1974) é um matemático indo-estadunidense. É professor de matemática da Universidade da Califórnia em San Diego.

## Biografia
Aos 16 anos de idade Kedlaya ganhou uma medalha de ouro na Olimpíada Internacional de Matemática, e mais tarde ganhou uma medalha de prata e outra de ouro. Estudou matemática na Universidade Harvard. Um artigo de 1996 em The Harvard Crimson o descreve como o melhor estudante de matemática em idade colegial nos Estados Unidos.
Foi palestrante convidado do Congresso Internacional de Matemáticos em Hyderabad (2010).
Em 2012 foi eleito fellow da American Mathematical Society.

## Publicações selecionadas
- p-adic Differential Equations, Cambridge Studies in Advanced Mathematics, Volume 125, Cambridge University Press 2010[5]
- com David Savitt, Dinesh Thakur, Matt Baker, Brian Conrad, Samit Dasgupta,  Jeremy Teitelbaum p-adic Geometry, Lectures from the 2007 Arizona Winter School, American Mathematical Society 2008
- com Bjorn Poonen, Ravi Vakil The William Lowell Putnam Mathematical Competition 1985-2000: Problems, Solutions and Commentary, Mathematical Association of America, 2002